# Narodna osrednja knjižnica (Tajvan)
Narodna osrednja knjižnica (NCL; kitajsko: 國家圖書館; pinjin: Guójiā Túshūguǎn) je narodna knjižnica Republike Kitajske (Tajvan), ki se nahaja v mestu Tajpej na Tajvanu.

## Poslanstvo
Narodna centralna knjižnica je edina narodna knjižnica Tajvana. Njeno poslanstvo je pridobivanje, katalogizacija in ohranjanje narodnih publikacij za vladne, raziskovalne in splošne javne namene. Zbirka redkih knjig je ena vodilnih zbirk kitajskih starih knjig in rokopisov na svetu. Knjižnica pomaga tudi pri raziskovanju, sponzorira izobraževalne dejavnosti, spodbuja bibliotekarstvo, izvaja mednarodne izmenjave in krepi sodelovanje med domačimi in tujimi knjižnicami. Knjižnica podpira tudi sinološke raziskave prek povezanega Centra za kitajske študije (CCS). 